# Blind Boy Fuller
Blind Boy Fuller (właśc. Fulton Allen, ur. 10 lipca 1904, zm. 13 lutego 1941) – amerykański bluesman, wokalista, gitarzysta reprezentujący country blues i blues piedmoncki.

## Życiorys
Urodził się w Wadesboro w hrabstwie Anson w stanie Karolina Północna Ojcem był Calvin Allen a matką Mary Jane Walker. Był jednym z ich dziesięciorga dzieci.
W 1926 r. rodzina przeniosła się do Rockingham w tym samym stanie. Wcześnie zainteresował się muzyką i nauczył się grać na gitarze. W połowie lat 20. XX w. zaczął występować na ulicach, piknikach i prywatkach. Z powodu owrzodzenia oczu był częściowo niewidomy, co spowodowało, że chociaż początkowo uczył się grać na różnych instrumentach, ostatecznie zdecydował się na gitarę.
W 1928 r. stał się całkowicie niewidomy. Opuścił dom i zaczął występować jako wędrowny muzyk. Grał dla napiwków w magazynach tytoniu w Winston-Salem i przez krótki czas występował na ulicach Danville w stanie Wirginia. W tym samym roku osiadł na stałe w Durham w Karolinie Północnej i zarabiał na życie grając na ulicach w latach 1939-1934. Miasto to opuszczał tylko na krótko.
Gdy opuszczał Durham, to z reguły tworzył duety z takimi muzykami jak Sonny Terry, Bull City Red, Floyd Dipper Boy Council i Gary Davis. Występowali przeważnie w Wadesboro, Watha i Durham.
W 1933 r. grywał w Durham w towarzystwie takich muzyków jak Gary Davis i Sonny Terry. Chociaż z grania na ulicy muzycy nie stawali się bogaczami, często bywali usuwani przez policję. Zachowały się listy w obronie Fullera pisane przez przedstawiciela lokalnej Opieki Społecznej (od której Fuller dostawał comiesięczny czek w wysokości 23 dol.) do szefa policji w Durham.
W latach 1934–1938 występował głównie w Lincoln Café w Durham.
23 lipca 1935 r. dokonał swoich pierwszych nagrań dla firmy ARC w Nowym Jorku, wśród 13 nagrań znalazł się jego przebój „Rag, Mama Rag”. Blind Gary Davis był drugim gitarzystą na połowie nagranych utworów.
28 i 29 kwietnia 1936 r. odbyła się jego kolejna sesja nagraniowa, także dla firmy ARC. Nagrał wtedy 11 bluesów w tym dwa dwukrotnie.
Rok 1937 był dla niego pod względem nagrań rokiem rekordowym. W ciągu 10 sesji pomiędzy 8 lutego a 16 grudnia nagrał kilkadziesiąt utworów dla ARC, Vocalion Records, Columbia Records i Decca Records.
W kwietniu i październiku 1938 r. dokonał kolejnych nagrań dla Vocalion i OKeh Records.
W 1938 r. wystąpił w Nowym Jorku na koncercie From Spirituals to Swing.
12 lipca 1939 r. nagrał 12 utworów dla firmy Vocalion.
Pod koniec lat 30. XX w. r. stosunkowo często koncertował w firmach tytoniowych, na farmach i ulicach Burlington, Raleigh, Greensboro, Chapel Hill w Karolinie Północnej i Memphis w stanie Tennessee.
W marcu i czerwcu 1940 r. odbyły się jego ostatnie sesje nagraniowe dla firm Vocalion i OKeh.
W 1940 przeszedł operację nerek.
Zmarł z powodu sepsy (zatrucie krwi) w swoim domu. Został pochowany na Grove Hill Cemetery w Durham.
Był dwukrotnie żonaty. Po raz pierwszy w latach 20. XX w., po raz drugi z Corą Mae Martin (w 1927). Miał jedno adoptowane dziecko.

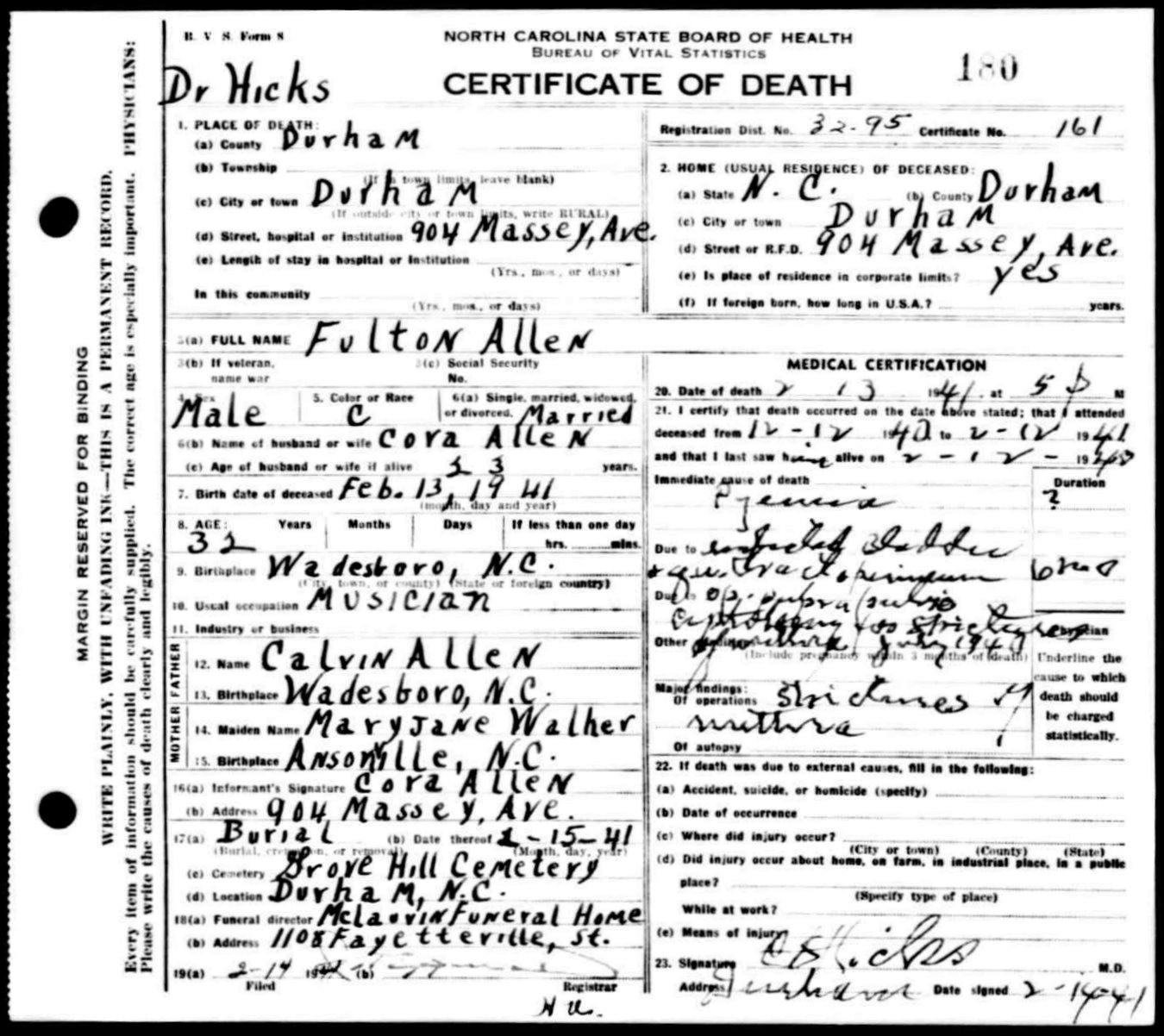
Certyfikat śmierci Fullera

## Ocena i krytyka
W 2004 r. został wprowadzony do Blues Hall of Fame.
Chociaż ostatnich swoich nagrań dokonał w 1940 r. i zmarł w 1941, z powodu swojej wyjątkowej sprawności jako gitarzysta i wokalista nigdy nie został zapomniany. Ponieważ zajął się muzyką stosunkowo późno, głównie wpływ wywarli na niego muzycy, których poznał z płyt. Wiadomo, że słuchał wielu płyt, w tym z pewnością wielkiego gitarzysty bluesowego Blind Blake’a.
Ponieważ Gary Davis był bardziej swobodnym i bardziej spontanicznym gitarzystą od bardziej technicznego i skupionego Fullera, dawał mu tym samym solidne poczucie luźnego entuzjazmu, co jest widoczne w „Rag, Mama Rag”.
W ciągu zaledwie kilka lat trwającej kariery artysty nagrywającego, Fuller nagrał 135 utworów, które reprezentowały szerokie spektrum bluesowe. Rozwinął wtedy styl gry i śpiewu, który będzie z nim już do końca. Znalazł także sposób, aby wyobrażenie siebie rzutować na nagrania. W tym był do pewnego stopnia męskim odpowiednikiem Memphis Minnie. Potrafił w swoich bluesach wykazywać asertywność, na co nie było stać np. Blind Blake’a czy Peg Leg Howella:
A working man ain't nothin' but a woman's slave,
A working man ain't nothin' but a woman's slave.
When she start to lovin', Great God! it just won't 'have
lub
Have my dinner ready, don't let my coffee be cold,
I said have my dinner ready, woman, don't let my coffee be cold.
And don't forget, baby, save my sweet jelly roll.
Tak więc z pewną dumą w głosie, był w stanie powiedzieć swojej kobiecie, czego od niej oczekuje.
Podobnie do Memphis Minnie ukazywał domowe sytuacje, które nie miały nic wspólnego z jego rzeczywistą sytuacją domową. Prowadził bardzo spokojne i przykładne życie domowe, ale w wielu swoich bluesach podkreśla swoją biegłość i moc seksualną:
Said I got a new way of lovin' think it must be bad,
I got a new way of lovin' think it must be bad.
Said these here North Carolina women won't let Blind Boy Fuller rest.
Większość gitarzystów pochodzących z rejonu Piedmontu (Georgia, Wirginia, Karolina Północna i Południowa) wykazywała się dużą biegłością gry na gitarze i szerszym repertuarem od bluesmanów z Missisipi. Duży wpływ mieli na nich także biali gitarzyści, gdyż w rejonie tym biali i czarni żyli bliżej siebie niż w Missisipi. Dlatego np. na styl gry Fullera wpływ miał biały zespół country Delmore Brothers. Stąd jego szerszy repertuar; grał ragtime'y, popularne piosenki, utwory folkowe i bluesy.
Fuller grał na stalowej gitarze Dobro, przeważnie w stroju C, D i E zarówno techniką palcową jak i „bottleneck” (ślizgową). Linię basu akcentował oktawami, nadając utworom żywszą pulsację rytmiczną.
Jest stawiany obok wybitnych gitarzystów z rejonu Piedmontu – Blind Blake’a i Tampa Reda. To właśnie oni doprowadzili styl tego regionu do doskonałości.
Był pod wpływem takich gitarzystów jak Blind Blake i Gary Davis. Wpłynął na takich muzyków jak J.C. Burris, Carolina Slim, Pernell Charity, Floyd Council, Arthur Gunter, Alvin Hankerson, Sonny Jones, Brownie McGhee, Doug Quattlebaum, Peg Richardson, Tarheel Slim, Baby Tate, Rich Trice, Welly Trice, Curley Weaver i Ralph Willis.

## Wybrana dyskografia i filmografia
Płyty/CD
- Blind Boy Fuller with Sonny Terry and Bull City Red (1966)
- Truckin' Mu Blues Away (1978)
- East Coast Piedmont Style (1991, Columbia-Legacy)
- The Remaining Titles 1935-1940 (1995)
- Get Your Yas Yas Out – The Essential Recordings (1996)
- Complete Recording Works, Vols. 1-6 (1935-1940) (1996)
- Rag Mama Rag (2000)
- The Essential (2001)
- Remastered 1935–1938 (2004, JSP 7735) 4 CD
- Volume 2 (2004, JSP 7772) 4 CD